# Blücher (1935)
Blücher byl druhý těžký křižník třídy Admiral Hipper německé Kriegsmarine. Jeho pracovní název před rozhodnutím o pojmenovaní bylo Kreuzer G (křižník G). Jméno nakonec nesl po německém generálovi Gebhardovi Leberechtovi von Blücher. Měl ještě čtyři sesterské lodě: Admiral Hipper, Prinz Eugen, Seydlitz a Lützow.

## Stavba
Kýl lodě byl položen 15. srpna 1935 v loděnicích Deutsche Werke v Kielu. Spuštění na vodu se dočkal 8. června 1937 a Kriegsmarine si jej do služby převzala 20. září 1939.

## Pohon a pancíř
Pohon zabezpečovalo vysokotlakých 12 kotlů, které poháněly 3 turbíny a výsledný výkon byl až 133 631 ks. Rychlost lodě byla při ideálních podmínkách 33 uzlů, v praxi 32,5 uzlu.
Boční pancéřový pás měl 70–80 mm, na přídi a zádi se zužoval na 30–50 mm. Paluba byla chráněná dvěma pásy pancíře a to první o síle 12–20 mm a druhý 20–50 mm. Věže hlavní ráže měly sílu 70–105 mm, barbety a velitelská věž až 50–150 mm.

## Výzbroj
Hlavní výzbroj se skládala z osmi kanónů SK C/34 ráže 203 mm (8"/60 cal) ve čtyřech dvouhlavňových věžích, s dostřelem 33 500 m. Sekundární výzbroj tvořilo dvanáct kanónů SK C/33 ráže 105 mm uložených v šesti dvouhlavňových polootevřených věžích, s dostřelem 17 700 m. Proti letadlům se dalo použít i pomocné dělostřelectvo ráže 105 mm, ale jen na ochranu proti letounům bylo namontováno šest 37 mm kanónů a osm kanónů ráže 20 mm. Dvanáct torpédometů ráže 533 mm ve střední části lodě po čtyřech trojhlavňových kompletech.
Katapult se nacházel ve střední části lodě. Loď mohla nést až tři hydroplány typu Arado Ar 196.
Loď byla vybavená i radarem, nejspíš FuMO-27.

## Služba
Od převzetí Kriegsmarine 20. září 1939, strávila až do jara roku 1940 výcvikem, testováním a úpravami. Křižník Blücher byl potopen již pří prvním nasazení, jen několik hodin po začátku operace Weserübung. V jeho krátké historii byl jen jeden kapitán – a to Kapitän zur See Heinrich Woldag.

### Bojové nasazení

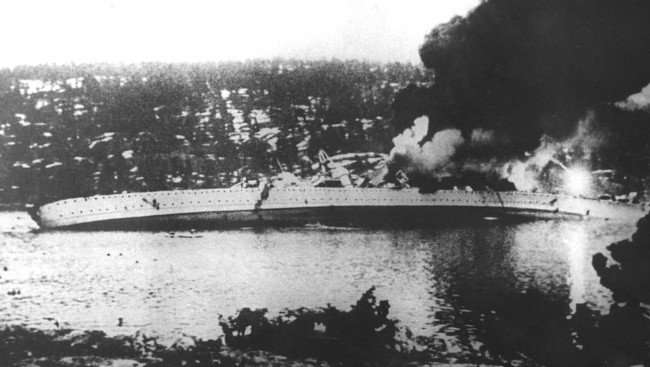
Potápějící se Blücher v Oslofjordu

9. dubna 1940 v brzkých ranních hodinách začala Operace Weserübung. Blücher spolu s „kapesní bitevní lodí“ Lützow, lehkým křižníkem Emden a doprovodem vypluly z německých přístavů ještě v nočních hodinách předešlého dne. Hned na začátku útoku na Oslo Němci při vstupu do Oslofjordu ztratili Blücher, který těžce poškodily norské pobřežní dělostřelecké baterie, a dvě torpéda Whitehead Mk Vd z pobřežní torpédové baterie Kaholmen ho „dorazila“ a poslala ke dnu. Na křižníku Blücher při tom zahynulo asi 600 – 1 000 námořníků. Vrak lodi leží v hloubce asi 90 m v Oslofjordu.